# Javier Paxariño

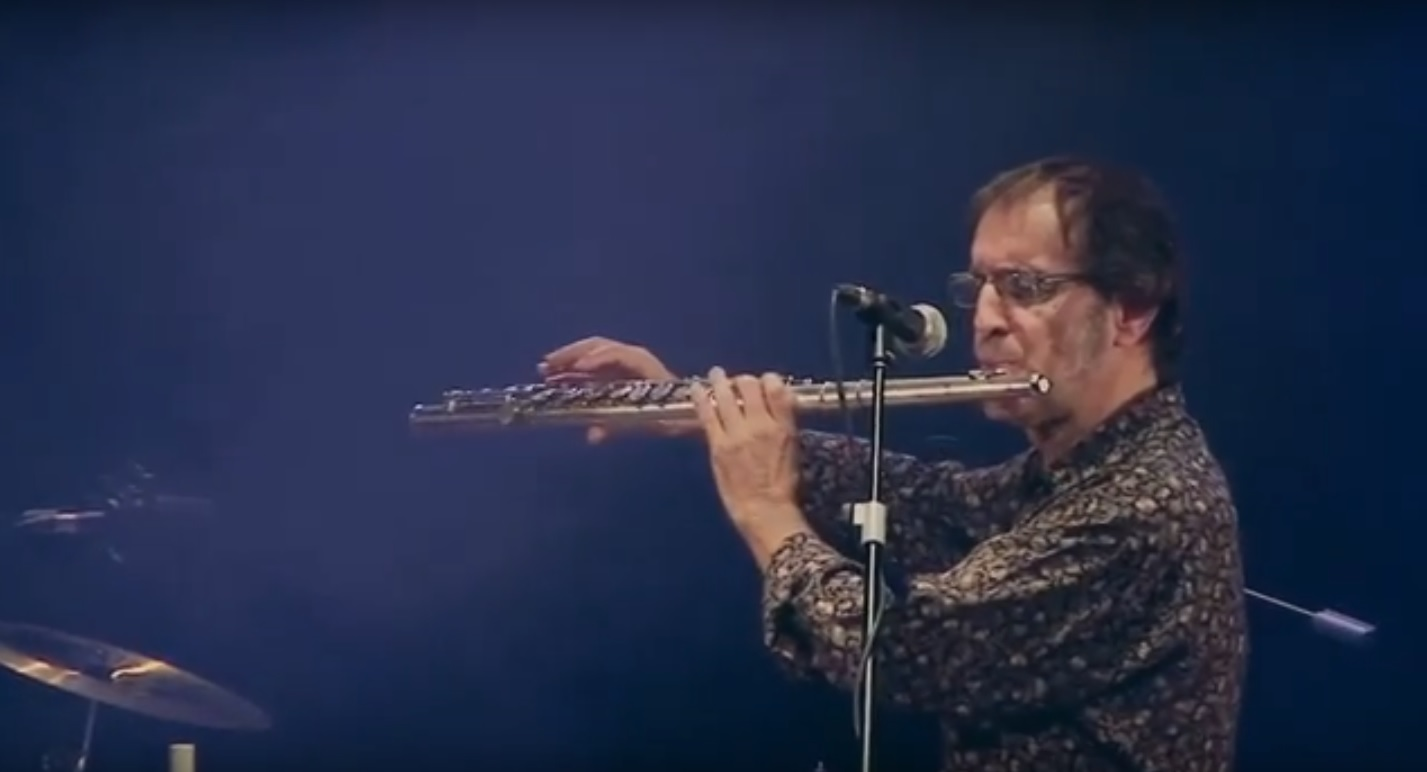
Javier Paxariño (2016)

Javier Paxariño (* 1953 in Granada) ist ein spanischer Musiker des World Jazz (Kaval, Ney, Flöte, Saxello, Altsaxophon, Komposition).

## Leben und Wirken
Paxariño, der in Granada aufwuchs, studierte in Málaga an der Hochschule für Musik. In den 1970er Jahren spielte er im Jazz- und im Rockmusikbereich. Am Ende des Jahrzehnts gründete er das Onice Jazz Quartet und begann, verschiedene ethnische Flöten aus dem Mittelmeerraum zu spielen. Seit 1980 trat er in Madrid in diversen Live-Formationen des Fusion-Jazz und der Latin Music auf, etwa mit Kirk Lightsey, Fred Lipsius oder Gerry Niewood. Als Studiomusiker arbeitete er etwa mit Ana Belén, Kevin Ayers, Miguel Ríos, Joaquín Sabina oder Alberto Iglesias. 
Seit seinem Debüt-Album Espacio Interior (1988), das er auch auf dem Festival de Jazz de Madrid vorstellte, wurde er auch von der Kritik als durch seine originelle und persönliche Klangsprache auffallender Musiker anerkannt. 1992 erschien sein zweites Album Pangera, das Kritiker und Publikum in Spanien begeistert aufgenommen haben. Paxariño trat daneben seit 1992 als Solist in der Weltmusik-Band Radio Tarifa in Erscheinung. Gemeinsam mit Glen Velez entstand 1994 in internationaler Koproduktion sein drittes Album, Temurá. Mit Eliseo Parra entstand 1998 Tribus Hispanas, das von der Stadt Madrid als bestes Album des Jahres gefeiert wurde. Weitere Alben mit seinem Trio, aber auch mit Hozan Yamamoto folgten.

## Diskographische Hinweise
- Temurá (Nuba/ACT 1994, mit Glen Velez, Pablo Guerrero, Andreas Prittwitz, Baldo Martínez, Tino di Geraldo, Suso Saiz, J. Carlos de Mulder, Eduardo Laguillo, Christian Ifrim, Chano Domínguez, Alberto Iglesias, Rogerio de Souza, Pedro Estevan, Dimitris Psonis)
- Perihelión (Nuba-Karonte 1996)
- Eliseo Parra mit Javier Paxariño & Juan Alberto Arteche Tribus Hispanas (Música Sin-Fin 1998)[2]
- Hozan Yamamoto Otoño (Nuba 1998, mit Chano Domínguez)
- Ouroboros (52 pm 2002)
- Dagas de Fuego sobre el Laberinto (Ikarus 2014)